# Eupithecia tetraglena
Eupithecia tetraglena är en fjärilsart som beskrevs av Louis Beethoven Prout 1932. Eupithecia tetraglena ingår i släktet Eupithecia och familjen mätare. Inga underarter finns listade i Catalogue of Life.